# Tandem (Raumsonde)
TandEM (Titan and Enceladus Mission; Arbeitstitel der NASA: Titan Saturn System Mission – TSSM) ist eine von der ESA und zunächst unabhängig davon in ähnlicher Form von der NASA vorgeschlagene Mission zu Saturns Monden Titan und Enceladus. Geplant ist, entsprechend dem zum Akronym abgekürzten Missionsnamen, eine Orbiter-Raumsonde, welche neben anderen Experimenten einen Lander sowie einen Ballon mit sich führt, der in der Atmosphäre des Titan frei schweben soll. Der Start der Mission ist für den Zeitraum nach 2020 vorgeschlagen, wobei die Ankunft im Saturnsystem ca. neun Jahre später und die Lander- sowie Ballon-Missionen ein Jahr darauf vorgesehen sind.

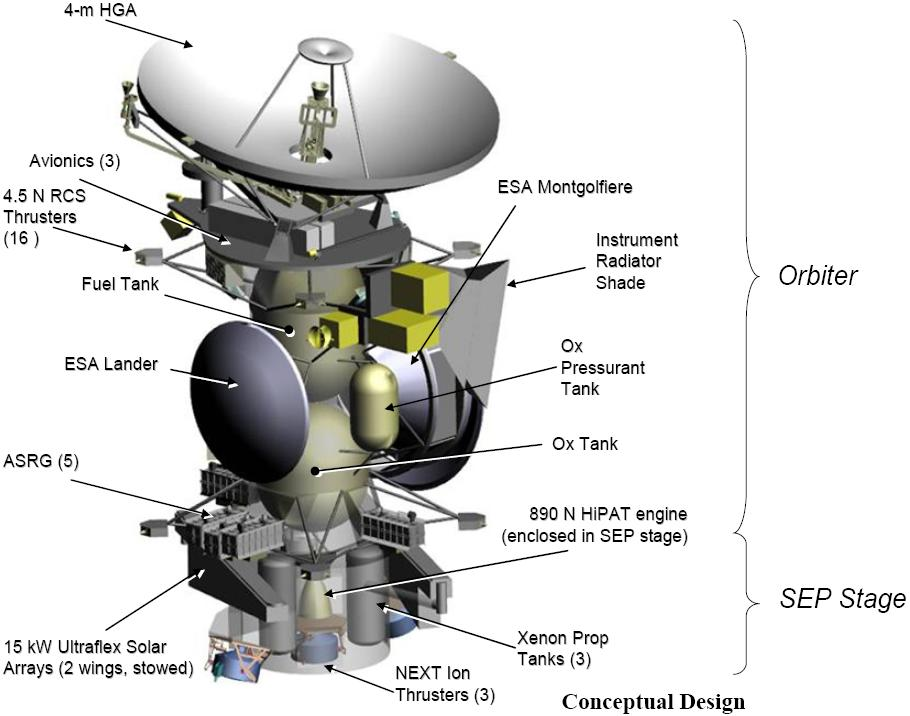
Der Orbiter
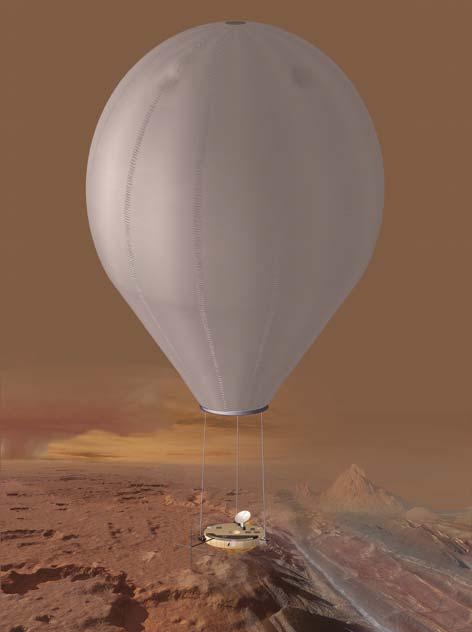
Der Ballon
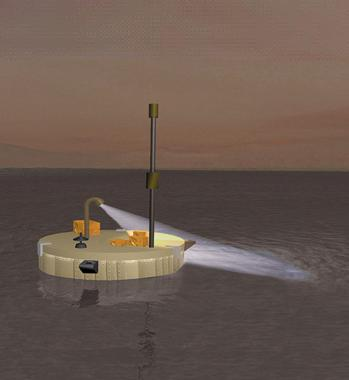
Der Lander

## Motivation

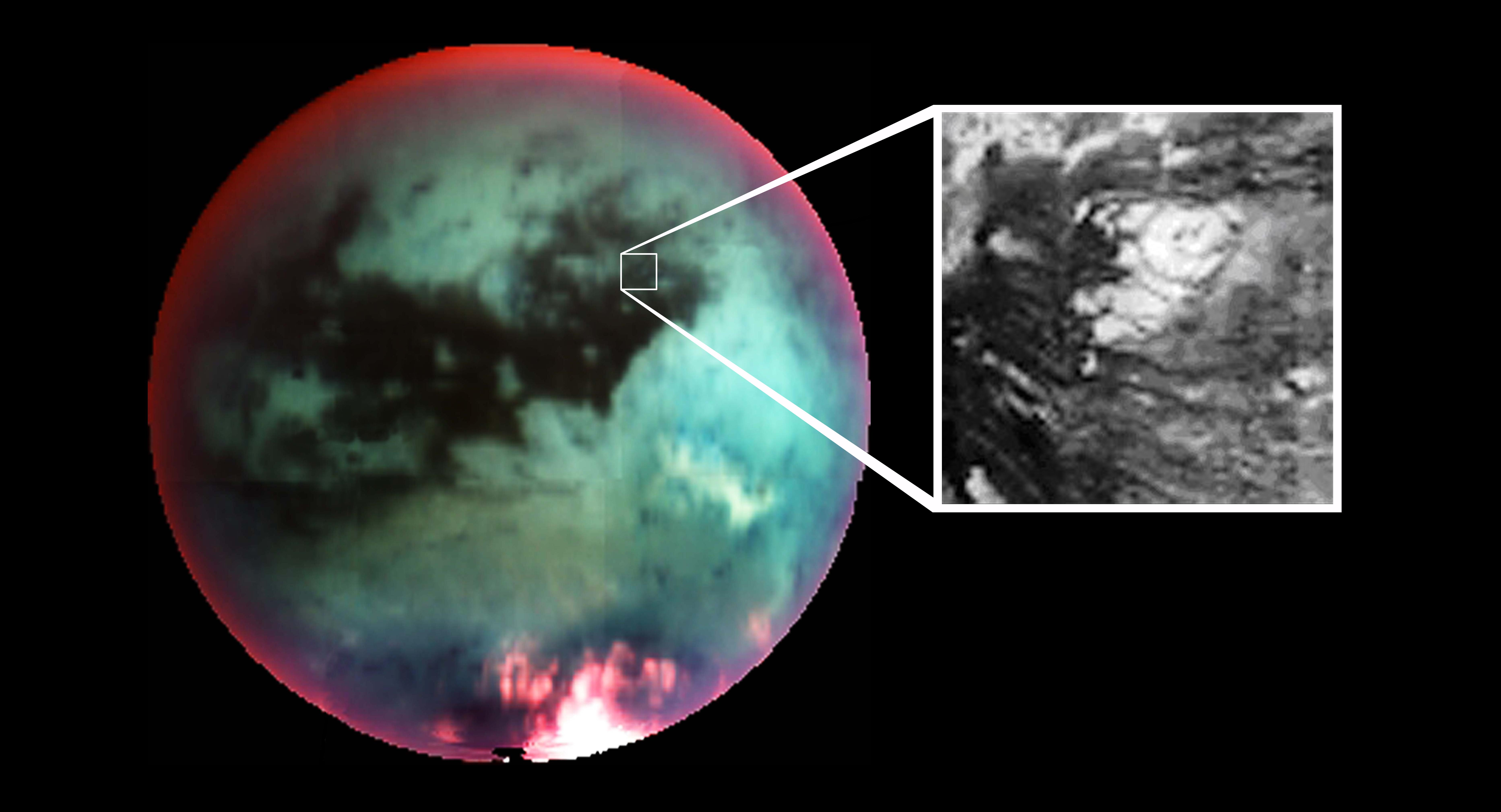
Kryovulkan auf Titan fotografiert von Cassini

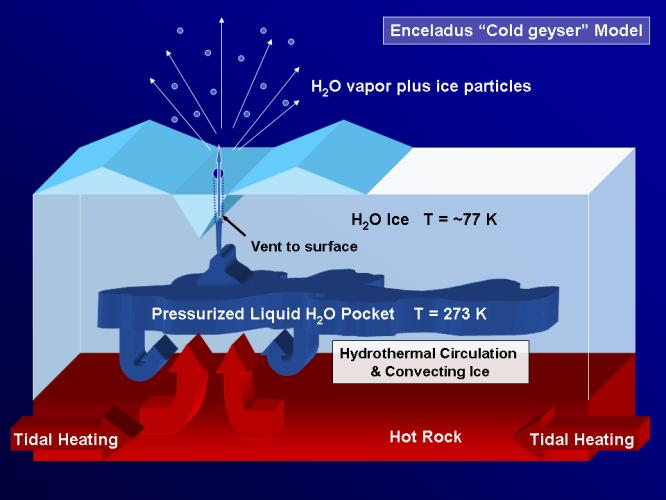
Modell der 'kalten Geysire' auf Enceladus

Die Cassini-Huygens-Raumsonde, die am 1. Juli 2004 in eine Umlaufbahn um den Saturn eingeschwenkt ist, hat in den folgenden Jahren überraschende Details herausgefunden. So ist die Landekapsel Huygens an einem Fallschirm auf dem zweitgrößten Mond unseres Sonnensystems, dem Saturnmond Titan niedergegangen und hat die Oberfläche fotografiert und analysiert. Es wurden unter anderem Seen aus Kohlenwasserstoffen, Kryovulkane (Vulkane, die Eis statt heißer Lava auswerfen), Wolkenfelder, Dünen, Gebirgszüge, Wassereis und vieles mehr entdeckt.
Über den relativ kleinen Mond Enceladus fand Cassini heraus, dass seine Oberfläche aus Wassereis besteht und enthüllte die Existenz von Geysiren, die Wassereiskristalle und Wasserdampf hunderte Kilometer weit ins All speien. Rätselhaft ist auch ein System von blauen Rillen oder Canyons, sogenannte tiger stripes.
Diese Erkenntnisse, dass sich beide Monde kontinuierlich verändern und die Gegenwart von Wassereis und vielleicht sogar flüssigem Wasser und organischen Molekülen, machen sie zu den besten Kandidaten für die Suche nach außerirdischem Leben in unserem Sonnensystem.
Dazu kommt noch die Entdeckung der Raumsonde Cassini, dass die Ethin- und Wasserstoffmenge in der Atmosphäre sehr gering ist. Forscher nehmen an, dass diese Gase von oder an der Oberfläche absorbiert werden. Als Ursache kämen neben chemischen Prozessen auch Lebewesen infrage, die von diesen Substanzen leben und sie dabei in Methan umwandeln. Die Lander von Tandem könnten diese Reaktionen erforschen oder herausfinden, ob es Leben auf Titan gibt.
Die Tandem-Mission wurde im Kontext des ESA-Cosmic-Vision-Programms entworfen, in dem Ziele und Projekte für die Raumfahrt der nächsten ca. 20 Jahre entwickelt werden.

## Mission

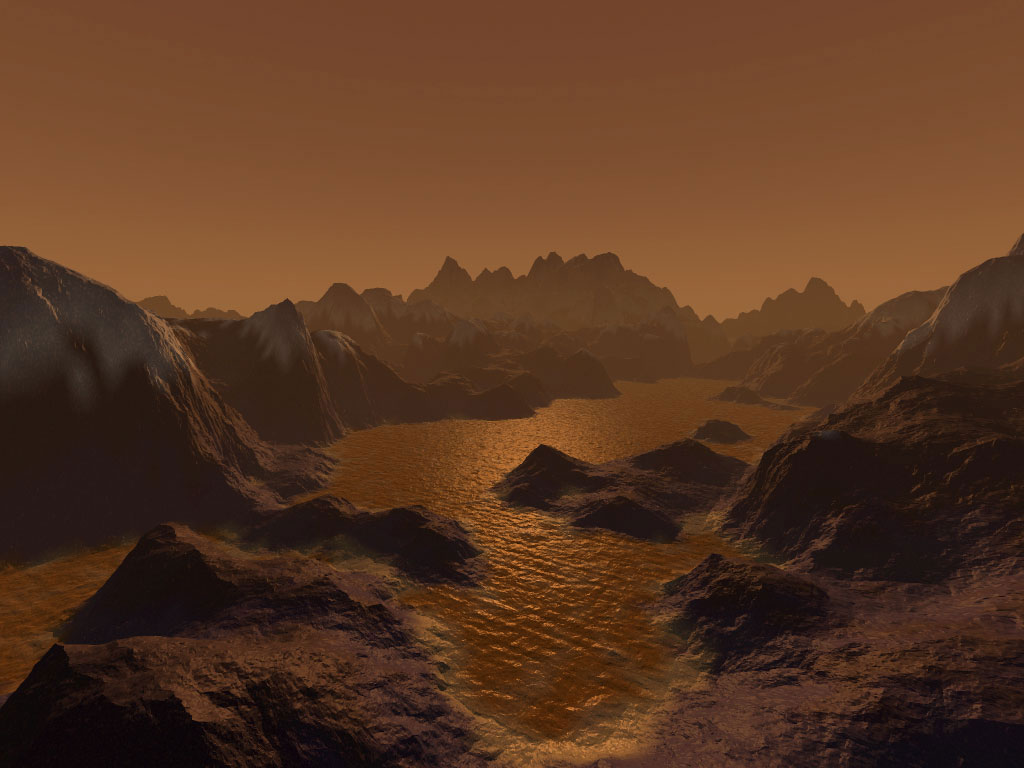
Künstlerische Impression der Titanoberfläche

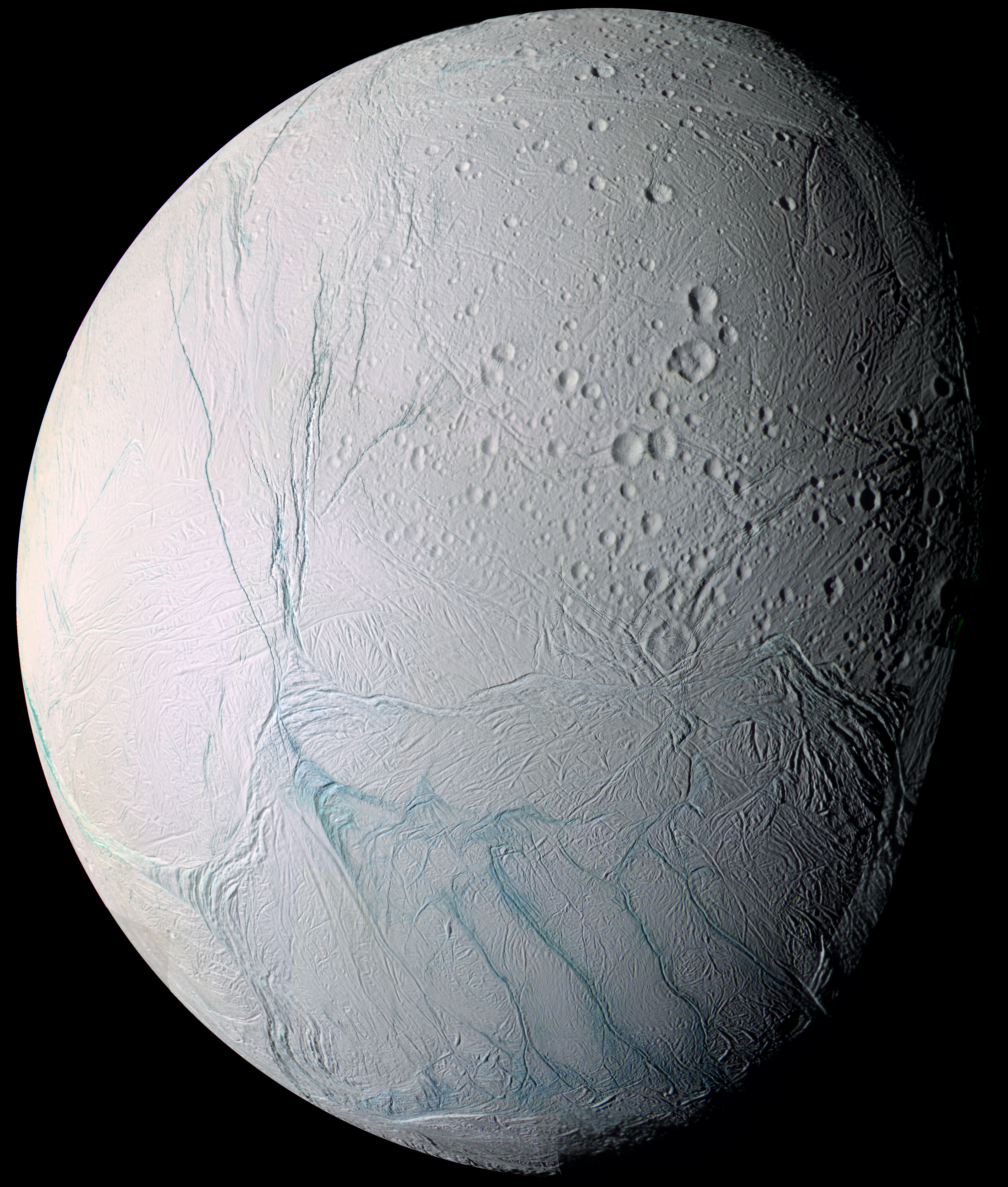
Enceladus fotografiert von Cassini

Die erste der zwei Raumsonden ist als ein Orbiter geplant, der in eine Umlaufbahn um Titan einschwenkt und zuvor mehrere nahe Vorbeiflüge an Enceladus vollendet. Über Enceladus soll der Orbiter Penetratoren und Lander absetzen, die dann sanft auf Enceladus aufsetzen oder tief in die Oberfläche eindringen werden, um so herauszufinden, ob unter der Eiskruste flüssiges Wasser existiert und ob primitives Leben dort existieren könnte. Weiterhin soll er von dem Orbit aus Enceladus genauer unter die Lupe nehmen. Im Folgenden wird der Orbiter in eine stabile Bahn um Titan gesteuert, von wo aus er diesen untersucht und als Übertragungsstation für die folgenden weiteren Raumfahrzeuge dient.
Die zweite Raumsonde ist als ein Geräteträger geplant, der einen Lander sowie einen Ballon auf Titan bringt. Der Lander soll auf dem Kraken Mare, einem Ethan/Methan-See nahe dem Nordpol des Titan landen und seine Zusammensetzung, Tiefe und viele andere Dinge bestimmen. Aufgrund des Smogs in der Titanatmosphäre und dessen große Entfernung zur Sonne kann der Lander nicht durch Solarzellen, sondern nur durch eine Radionuklidbatterie betrieben werden. Das Herzstück ist jedoch der Ballon, der sich frei in der Atmosphäre bewegt. Er soll am Äquator in mittlerer Höhe die Atmosphäre untersuchen sowie die verschiedenen Regionen der Oberfläche erkunden und auch herabsinken, um nähere Erkundungen zu ermöglichen. Nach den zwei Ballons von Vega 1 und Vega 2 in der Atmosphäre der Venus wäre dies der dritte Forschungsballon in der Gashülle eines anderen Himmelskörpers.
Die Mission wird in Zusammenarbeit von mehr als elf europäischen Nationen sowie den USA, Japan, der Volksrepublik China und Taiwan geplant und entwickelt. Sie soll bis zu fünf Milliarden Euro kosten, was jedoch mit der Perspektive, vielleicht erstmals organische Moleküle und primitive Lebensformen außerhalb der Erde nachzuweisen, sehr lohnend sein könnte.

## Status
Das Projekt wird vom TandEM-Konsortium entworfen und weiterentwickelt und steht in Konkurrenz zu anderen Projekten des ESA-Cosmic-Vision-Programms. Beim ESA-Ministerratstreffen 2008 wurde keine endgültige Vorauswahl getroffen. Im Februar 2009 wurde von NASA und ESA entschieden, dass sowohl die TSSM/TandEM als auch die Jupitermission Europa Jupiter System Mission/Laplace auf Grundlage einer von NASA und ESA gemeinsam durchgeführten Abwägungsstudie weiter studiert werden, wobei man der Europa Jupiter System Mission das ursprüngliche Startdatum im Jahr 2020 und somit den zeitlichen Vorrang zusprach.